# Halfdan Gran Olsen
Halfdan Gran Olsen   (Bergen, 7 d'octubre de 1910 - Bergen, 16 de gener de 1971) fou un remer noruec que va competir durant les dècades de 1940 i 1950.
El 1948 va prendre part en els Jocs Olímpics de Londres, on guanyà la medalla de bronze en la prova del vuit amb timoner del programa de rem.